# Angel (manga)
Pour les articles homonymes, voir Angel.
Angel (新・エンジェル, Shin Angel) est un seinen manga de genre ecchi de U-Jin, prépublié dans le Weekly Young Sunday à partir de 1988 et publié en trois volumes reliés par Shōgakukan puis après interruption par Cybele Publishing en 1993. La version française est publiée par Tonkam en sept tomes sortis entre 1995 et 1997. Il s'agit d'une parodie érotique de Kimagure Orange Road[réf. nécessaire].
Le manga est adapté sous de multiples supports, qui comprennent un jeu vidéo, deux OAV et deux films live. Deux suites sont également prépubliées dans le Weekly Manga Goraku et publiées par Nihon Bungeisha en cinq volumes chacune : Angel: the women whom delivery host Kosuke Atami healed (ANGEL～恋愛奉仕人・熱海康介～, Angel: ren'ai hōshi jin atami kōsuke) entre 2006 et 2008, publiée en France par Asuka entre 2008 et 2009 sous le titre Shin Angel, et Angel season 2: the women whom delivery host Kosuke Atami healed entre 2008 et 2010.

## Synopsis
Shizuka Himenogi revient après 13 ans d'absence à Kunitachi à la recherche de son amour d'enfance, Kosuke Atami. Entre-temps, Kosuke est devenu libidineux et une poule mouillée lubrique, et Shizuka est devenue une reine de la bagarre.
Chaque chapitre est l'occasion d'une nouvelle conquête de Kosuke.

## Liste des volumes

### Publication originale
Angel est prépublié dans le Weekly Young Sunday à parti de 1989, mais se retrouve interrompu en 1991 à la suite de l'affaire Tsutomu Miyazaki qui mène à la censure de nombreux mangas. La série, dont la couverture du tankōbon ne permettait pas de la distinguer d'un livre pour enfant,, est bannie sous la pression des associations parentales et Shōgakukan en stoppe la publication au troisième tankōbon,. Cet incident mène à la création du « Comité de protection de la liberté d'expression de la bande dessinée » (コミック表現の自由を守る会, komikku hyōgen no jiyū o mamoru kai). La série est finalement publiée en sept volumes reliés par Cybele Publishing en 1993.
En 1996, à la sortie du troisième tome en France, Angel ainsi qu'un autre titre d'U-Jin, Conspiracy, publié par Samouraï Éditions, sont interdits d'exposition en magasins. Tonkam, dont Angel était le premier manga érotique, termine cependant la publication des sept tomes en 1997.
Édition Shōgakukan
| no | Japonais       | Japonais   |
| no | Date de sortie | ISBN       |
| -- | -------------- | ---------- |
| 1  | juin 1989      | 4091511414 |
| 2  | décembre 1989  | 4091511422 |
| 3  | avril 1990     | 4091511430 |

Édition Cybele Publishing
| no | Japonais       | Japonais   | Français           | Français          |
| no | Date de sortie | ISBN       | Date de sortie     | ISBN              |
| -- | -------------- | ---------- | ------------------ | ----------------- |
| 1  | juin 1993      | 4915858758 | 1er mai 1995       | 2-910645-16-9     |
| 2  | juillet 1993   | 4915858782 | 1er août 1995      | 2-910645-25-8     |
| 3  | septembre 1993 | 4915858812 | 1er décembre 1995  | 2-910645-27-4     |
| 4  | septembre 1993 | 4915858847 | 1er mai 1996       | 2-910645-41-X     |
| 5  | octobre 1993   | 4915858871 | 1er septembre 1996 | 978-2-910645-51-9 |
| 6  | novembre 1993  | 4915858901 | 1er janvier 1997   | 2-910645-66-5     |
| 7  | décembre 1993  | 4915858944 | 1er mars 1997      | 2-910645-73-8     |

### Suites
Deux suites sont prépubliées dans le Weekly Manga Goraku et publiées par Nihon Bungeisha en cinq volumes chacune, Angel: the women whom delivery host Kosuke Atami healed (ANGEL～恋愛奉仕人・熱海康介～, Angel: ren'ai hōshi jin atami kōsuke) (ou Angel) entre 2006 et 2008, publiée en France par Asuka entre 2008 et 2009 sous le titre Shin Angel, et Angel season 2: the women whom delivery host Kosuke Atami healed (ou Angel season 2) entre 2008 et 2010. Un volume supplémentaire, Angel Kiss, est publié le 15 décembre 2007.
Shin Angel (Angel: the women whom delivery host Kosuke Atami healed)
| no | Japonais          | Japonais          | Français         | Français          |
| no | Date de sortie    | ISBN              | Date de sortie   | ISBN              |
| -- | ----------------- | ----------------- | ---------------- | ----------------- |
| 1  | 17 novembre 2006  | 978-4-537-10555-1 | 9 octobre 2008   | 978-2-84965-460-6 |
| 2  | 18 mai 2007       | 978-4-537-10654-1 | 12 décembre 2008 | 978-2-84965-524-5 |
| 3  | 20 septembre 2007 | 978-4-537-10708-1 | 26 février 2009  | 978-2-84965-542-9 |
| 4  | 18 février 2008   | 978-4-537-10790-6 | 25 juin 2009     | 978-2-84965-607-5 |
| 5  | 19 juin 2008      | 978-4-537-10839-2 | 10 décembre 2009 | 978-2-84965-718-8 |

Angel season 2: the women whom delivery host Kosuke Atami healed
| no | Japonais         | Japonais          |
| no | Date de sortie   | ISBN              |
| -- | ---------------- | ----------------- |
| 1  | 19 décembre 2008 | 978-4-537-10912-2 |
| 2  | 20 mai 2009      | 978-4-537-10960-3 |
| 3  | 9 décembre 2009  | 978-4-537-12538-2 |
| 4  | 10 mai 2010      | 978-4-537-12597-9 |
| 5  | 8 octobre 2010   | 978-4-537-12648-8 |

## Adaptations

### Films live
Deux films live pour adultes basés sur le manga ont été produits au Japon : le premier, Angel: Ichiban Saisho wa Anata ni A.Ge.Ru (エンジェル　一番最初はあなたにア・ゲ・ル, enjeru ichiban saisho wa anata ni a.ge.ru), sort le 14 février 1997 et le second, Angel: Shotai Fumei no Joo-sama!? (Hen) (エンジェル　正体不明の女王様！？【編】, enjeru shōtai fumei no joō-sama!? hen), sort le 4 avril 1997. La distribution des deux films comprend les actrices érotiques Yui Kawana et Mizuki Kanno,.